# Lekkoatletyka na Letnich Igrzyskach Olimpijskich 1972 – rzut oszczepem kobiet
Rzut oszczepem kobiet – jedna z konkurencji lekkoatletycznych rozgrywanych podczas igrzysk olimpijskich w Monachium.
Obrończynią tytułu mistrzowskiego z 1968 roku była Węgierka Angéla Németh.
W zawodach wzięło udział 19 zawodniczek.

## Terminarz
Wszystkie godziny podane są w czasie (CEST).
| Etap       | Data             | Godzina rozpoczęcia |
| ---------- | ---------------- | ------------------- |
| Eliminacje | 31 sierpnia 1972 | 10:30               |
| Finał      | 1 września 1972  | 15:30               |

## Rekordy
Tabela uwzględnia rekordy uzyskane przed rozpoczęciem zawodów.
|                   | Zawodniczka       | Wynik | Miejsce | Data                 |
| ----------------- | ----------------- | ----- | ------- | -------------------- |
| Rekord świata     | Ruth Fuchs        | 65,06 | Poczdam | 11 czerwca 1972      |
| Rekord olimpijski | Jelena Gorczakowa | 62,40 | Tokio   | 16 października 1964 |

## Wyniki

### Kwalifikacje
Minimum kwalifikacyjne wynosiło 54,00 m.
| Poz. | Zawodniczka        | Reprezentacja     | Próby | Próby | Próby | Wynik | Uwagi |
| Poz. | Zawodniczka        | Reprezentacja     | 1     | 2     | 3     | Wynik | Uwagi |
| ---- | ------------------ | ----------------- | ----- | ----- | ----- | ----- | ----- |
| 1.   | Ruth Fuchs         | NRD               | x     | 60,88 | –     | 60,88 | Q     |
| 2.   | Jacqueline Todten  | NRD               | 59,62 | –     | –     | 59,62 | Q     |
| 3.   | Kate Schmidt       | Stany Zjednoczone | 52,26 | 58,84 | –     | 58,84 | Q     |
| 4.   | Nataša Urbančič    | Jugosławia        | 57,02 | –     | –     | 57,02 | Q     |
| 5.   | Mária Kucserka     | Węgry             | 56,72 | –     | –     | 56,72 | Q     |
| 6.   | Lutwian Mołłowa    | Bułgaria          | 56,30 | –     | –     | 56,30 | Q     |
| 7.   | Eva Janko          | Austria           | 56,18 | –     | –     | 56,18 | Q     |
| 8.   | Swietłana Korolowa | ZSRR              | 55,90 | –     | –     | 55,90 | Q     |
| 9.   | Anneliese Gerhards | RFN               | 55,24 | –     | –     | 55,24 | Q     |
| 10.  | Éva Ráduly-Zörgő   | Rumunia           | 54,34 | –     | –     | 54,34 | Q     |
| 11.  | Ewa Gryziecka      | Polska            | 53,68 | x     | 51,56 | 53,68 | Q     |
| 12.  | Magda Vidos        | Węgry             | 53,62 | 52,87 | 52,78 | 53,62 | Q     |
| 13.  | Angéla Németh      | Węgry             | 53,48 | x     | 51,40 | 53,48 |       |
| 14.  | Daniela Jaworska   | Polska            | 44,68 | 52,40 | 50,16 | 52,40 |       |
| 15.  | Sherry Calvert     | Stany Zjednoczone | x     | 51,38 | 51,00 | 51,38 |       |
| 16.  | Nina Marakina      | ZSRR              | 51,06 | 41,64 | x     | 51,06 |       |
| 17.  | Marion Becker      | Rumunia           | x     | 48,70 | 50,74 | 50,74 |       |
| 18.  | Ameli Koloska      | RFN               | 48,42 | x     | x     | 48,42 |       |
| 19.  | Roberta Brown      | Stany Zjednoczone | x     | 47,88 | x     | 47,88 |       |

### Finał
| Poz. | Zawodniczka        | Reprezentacja     | Próby | Próby | Próby | Próby | Próby | Próby | Wynik | Uwagi |
| Poz. | Zawodniczka        | Reprezentacja     | 1     | 2     | 3     | 4     | 5     | 6     | Wynik | Uwagi |
| ---- | ------------------ | ----------------- | ----- | ----- | ----- | ----- | ----- | ----- | ----- | ----- |
| 01 ! | Ruth Fuchs         | NRD               | 57,44 | 60,20 | 50,20 | 61,16 | 63,88 | 59,16 | 63,88 | OR    |
| 02 ! | Jacqueline Todten  | NRD               | x     | 55,44 | 57,18 | 59,70 | 56,92 | 62,54 | 62,54 |       |
| 03 ! | Kate Schmidt       | Stany Zjednoczone | 59,94 | 58,32 | 59,84 | x     | 48,80 | 56,10 | 59,94 |       |
| 4.   | Lutwian Mołłowa    | Bułgaria          | 56,46 | 59,36 | 55,10 | x     | 56,00 | 58,44 | 59,36 |       |
| 5.   | Nataša Urbančič    | Jugosławia        | x     | x     | 56,48 | 56,38 | 59,06 | x     | 59,06 |       |
| 6.   | Eva Janko          | Austria           | x     | 58,50 | x     | x     | 58,56 | 52,06 | 58,56 |       |
| 7.   | Ewa Gryziecka      | Polska            | 44,40 | 47,34 | 57,00 | 55,88 | 54,86 | x     | 57,00 |       |
| 8.   | Swietłana Korolowa | ZSRR              | 56,30 | 55,08 | x     | x     | 56,36 | x     | 56,36 |       |
| 9.   | Anneliese Gerhards | RFN               | 54,84 | 55,84 | 54,72 | NQ    | NQ    | NQ    | 55,84 |       |
| 10.  | Mária Kucserka     | Węgry             | x     | x     | 54,40 | NQ    | NQ    | NQ    | 54,40 |       |
| 11.  | Magda Vidos        | Węgry             | x     | x     | 52,36 | NQ    | NQ    | NQ    | 52,36 |       |
| –    | Éva Ráduly-Zörgő   | Rumunia           | x     | x     | x     | NQ    | NQ    | NQ    | NM    |       |